# Aleksandra
Aleksandra ist ein weiblicher Vorname.

## Herkunft und Bedeutung
Aleksandra ist in verschiedenen Sprachen eine Variante von Alexandra.

## Verbreitung
Der Name Александра Aleksandra hat sich in Bulgarien unter den 10 beliebtesten Mädchennamen etabliert. Im Jahr 2022 belegte er Rang 6 der Hitliste.
In Lettland zählte Aleksandra bis in die 1950er Jahre hinein zur Top-100 der Vornamenscharts. Diese Hitliste erreichte er erneut in den 1970er Jahren. Im Jahr 2020 stand er auf Rang 36 der Hitliste.
Der Name Aleksandra [a.lɛk.ˈsan.dra] zählt in Polen zu den beliebtesten Mädchennamen. Im Jahr 2000 stand er an der Spitze der Vornamenscharts. Erst im Jahr 2018 verließ der Name die Top-10 der Vornamenscharts. Zuletzt stand er auf Rang 23 der Hitliste (Stand: 2023).
Auch in Russland erfreut sich der Name Александра Aleksandra [ɐ.lʲɪk.ˈsan.drə] großer Popularität. In Moskau hat er sich unter den beliebtesten Mädchennamen etabliert. Im Jahr 2022 belegte er Rang 8 der Hitliste. In Tatarstan stand er im Jahr 2021 auf Rang 35.

## Varianten
- Bulgarisch: Александра Aleksandra

- Georgisch: ალექსანდრა Aleksandra

- Mazedonisch: Александра Aleksandra

- Russisch: Александра Aleksandra

- Serbisch: Александра Aleksandra

- Ukrainisch: Александра Aleksandra

Die männliche Variante des Namens lautet Aleksandr
Für weitere Varianten: siehe Alexander#Varianten

## Namensträger
- Aleksandra Bechtel (* 1972), deutsche Fernsehmoderatorin
- Aleksandra Belzowa (1892–1981), lettisch-sowjetische Kunstmalerin
- Aleksandra Briede (1901–1992), russisch-lettisch-sowjetische Bildhauerin
- Aleksandra Brusztein (1884–1968), polnisch-russische Schriftstellerin
- Aleksandra Česen (* 1987), slowenische Fußballschiedsrichterin
- Aleksandra Despotović (* 1969), montenegrinische Agrarökonomin, Hochschullehrerin und Politikerin
- Aleksandra Dulkiewicz (* 1979), polnische Kommunalpolitikerin und Stadtpräsidentin
- Aleksandra Formella (* 2001), polnische Leichtathletin
- Aleksandra Gaworska (* 1995), polnische Sprinterin und Hürdenläuferin
- Aleksandra Gietner (* 1985), polnische Schauspielerin
- Aleksandra Ivanović (* 1995), serbische Hammerwerferin
- Aleksandra Ivanović (1937–2003), jugoslawische bzw. serbische Mezzosopranistin
- Aleksandra Ivošev (* 1974), serbische Sportschützin und Olympiasiegerin
- Aleksandra Izdebska (* 1976), österreichische Unternehmerin und Managerin
- Aleksandra Jabłonka (* 1988), polnische Popsängerin
- Aleksandra Jarecka (* 1995), polnische Degenfechterin
- Aleksandra Jarmolińska (* 1990), polnische Sportschütze
- Aleksandra Jegdić (* 1994), serbische Volleyballspielerin
- Aleksandra Kałucka (* 2001), polnische Sportkletterin
- Aleksandra Klejnowska (* 1982), polnische Gewichtheberin
- Aleksandra Kojić (* 1969), deutsche Basketballtrainerin
- Aleksandra Kolesnichenko (* 1992), usbekische Tennisspielerin
- Aleksandra Jurjewna Koneva (* 1972), russisch-deutsche Bildende Künstlerin
- Aleksandra Konieczna (* 1965), polnische Theater- und Filmschauspielerin und Theaterregisseurin
- Aleksandra Korejwo (* 1958), polnische Trickfilmmacherin und Regisseurin
- Aleksandra Kotlyarova (* 1988), usbekische Leichtathletin
- Aleksandra Kovač (* 1974), serbische Sängerin, Komponistin, Songschreiberin, Arrangeurin und Produzentin
- Aleksandra Król-Walas (* 1990), polnische Snowboarderin
- Aleksandra Krunić (* 1993), serbische Tennisspielerin
- Aleksandra Kumorek (* 1971), deutsche Drehbuchautorin und Filmregisseurin
- Aleksandra Kurzak (* 1977), polnische Opern- und Operettensängerin in der Stimmlage Sopran
- Aleksandra Leliwa-Kopystyńska (1937–2023), polnische Physikerin
- Aleksandra Lipińska (* 1973), polnische Kunsthistorikerin
- Aleksandra Lisowska (* 1990), polnische Leichtathletin
- Aleksandra Mikulska (* 1981), polnische Pianistin
- Aleksandra Mirosław (* 1994), polnische Sportkletterin
- Aleksandra Mitič (* 1991), serbische Fußballspielerin
- Aleksandra Mladenović (* 1994), serbische Turbofolk-Sängerin
- Aleksandra Natalli-Świat (1959–2010), polnische Politikerin, Mitglied des Sejm
- Aleksandra Nowakowska (* 1998), polnische Hochspringerin
- Aleksandra Odic (* 1982), deutsche Schauspielerin
- Aleksandra Olsza (* 1977), polnische Tennisspielerin
- Aleksandra Perišić (* 2002), serbische Taekwondoin
- Aleksandra Pielużek (* 1979), polnische Leichtathletin
- Aleksandra Pitak (* 2001), britische Tennisspielerin
- Aleksandra Piłsudska (1882–1963), polnische Ehefrau von Marschall Józef Piłsudski
- Aleksandra Prijović (* 1995), serbische Turbofolk- und Pop-Sängerin
- Aleksandra Przegalińska (* 1982), polnische Futuristin
- Aleksandra Płocińska (* 1999), polnische Leichtathletin
- Aleksandra Romanić (* 1958), jugoslawisch-deutsche Pianistin und Hochschullehrerin
- Aleksandra Rosiak (* 1997), polnische Handballspielerin
- Aleksandra Sharkayeva (* 1998), usbekische Siebenkämpferin
- Aleksandra Skraba (* 1995), polnische Schauspielerin
- Aleksandra Śląska (1925–1989), polnische Schauspielerin
- Aleksandra Śmiech (* 1997), polnische Hammerwerferin
- Aleksandra Socha (* 1982), polnische Fechterin
- Aleksandra Stamenić (* 1998), serbische Handballspielerin
- Aleksandra Szwed (* 1990), polnische Schauspielerin
- Aleksandra Tihovska (* 1985), lettische Volleyball- und Beachvolleyballspielerin
- Aleksandra Toborowicz, polnische Künstlerin
- Aleksandra Urbańczyk-Olejarczyk (* 1987), polnische Schwimmsportlerin
- Aleksandra Vasiljević (* 1986), bosnisch-herzegowinische Biathletin
- Aleksandra Vuković-Kuč (* 1981), montenegrinische Journalistin und Politikerin
- Aleksandra Wachowicz (* 1992), polnische Volleyball- und Beachvolleyballspielerin
- Aleksandra Wozniak (* 1987), kanadische Tennisspielerin
- Aleksandra Zapekina (* 1991), deutsche Sportlerin in der Rhythmischen Sportgymnastik
- Aleksandra Zimny (* 1996), polnische Handballspielerin
- Aleksandra Žvirblytė (* 1971), litauische Pianistin und Musikpädagogin
- Aleksandra Zych (* 1993), polnische Handballspielerin